# Republica (stație de metrou)
Republica este o stație de metrou din București, cap de linie pentru majoritatea garniturilor ce se deplasează pe magistrala 1. Este situată într-o zonă industrială, în apropierea Uzinelor Faur, Gării Titan Sud și a centrului comercial Carrefour Pantelimon.